# Vidar Bahus
Vidar Bahus (Bergen, 5 giugno 1965) è un ex calciatore norvegese, di ruolo portiere.

## Carriera

### Club
Bahus giocò per il Fyllingen dal 1990 al 1994, difendendo i pali della squadra anche nella massima divisione norvegese. Passò poi al Brann, debuttando il 30 luglio 1995, nel successo per 2-1 sul Vålerenga.